# Ligne de Strasbourg-Ville à Strasbourg-Port-du-Rhin
La ligne de Strasbourg-Ville à Strasbourg-Port-du-Rhin, parfois appelée « ligne de Strasbourg à Kehl », est une ligne de chemin de fer française du Bas-Rhin. Elle relie les gares de Strasbourg-Ville et de Strasbourg-Port-du-Rhin, et se poursuit jusqu'à la frontière franco-allemande. Au-delà du Rhin, elle est prolongée par la ligne d'Appenweier à Kehl.
Elle porte le no 142 000 dans la nomenclature du réseau ferré national. Dans l'ancienne nomenclature de la région Est de la SNCF, elle était numérotée « ligne 1 » et désignée en tant que section de la « Ligne Paris – Strasbourg (Kehl) ».

## Histoire
Une convention est conclue le 16 novembre 1857 entre l'Empire français et le Grand-Duché de Bade pour la création d'une ligne « de Strasbourg à Kehl ». Cette convention est promulguée en France par un décret impérial le 19 juin 1858.
La partie française de la ligne est concédée à la Compagnie des chemins de fer de l'Est, par une convention signée les 24 juillet 1858 et 11 juin 1859. Cette convention est approuvée par décret impérial le 11 juin 1859.
Cette ligne a été ouverte le 11 mai 1861 par la Compagnie des chemins de fer de l'Est.
Le tracé de la ligne est modifié, vers le sud de Neudorf, au début du XXe siècle.
Ligne d'importance stratégique, elle est bombardée par les Américains au cours de la Seconde Guerre mondiale.
Le pont sur le Rhin, permettant l'accès au réseau ferroviaire allemand, a été ouvert en 1861. Endommagé lors de la guerre franco-allemande de 1870, il fut ensuite réparé. À la suite de la destruction de l'ouvrage originel pendant la Seconde Guerre mondiale, le 5e régiment du génie établit un pont provisoire qui sera utilisé jusqu'en 1956, année où un nouveau pont à voie unique est mis en service. Ce dernier est à son tour remplacé en 2010 par un ouvrage à double voie, dans le cadre de l'augmentation du trafic ferroviaire transfrontalier lié à la LGV Est européenne (dans le cadre du projet de Magistrale européenne).

## Caractéristiques
La ligne est entièrement à double voie. Son profil est excellent, les déclivités ne dépassent pas 6 ‰. Elle est électrifiée en 25 kV - 50 Hz depuis le 15 septembre 1966 et équipée du block automatique lumineux (BAL). Son tracé est intégralement situé sur le territoire de la commune de Strasbourg. Elle dessert les gares de Strasbourg-Ville, Strasbourg-Neudorf, Krimmeri-Meinau et Strasbourg-Port-du-Rhin.
En gare de Strasbourg-Neudorf, une voie permet la desserte du secteur sud du Port autonome de Strasbourg (ligne n°143 000 du réseau ferré national), la gare de Strasbourg-Port-du-Rhin fait la jonction entre le réseau ferré national et le réseau ferré portuaire.
La frontière étatique entre la France et l’Allemagne se situe au point kilométrique 7,737 dans le référentiel SNCF Réseau et 13,900 dans le référentiel DB Netz. Cependant, des installations de DB Netz se trouvent côté français à partir du point kilométrique 6,990 (séparation des systèmes d’alimentation).

## Exploitation
C'est aujourd'hui l'une des deux lignes ferroviaires — avec la ligne de Mulhouse à Müllheim — reliant le Bade-Wurtemberg et l'Alsace sur laquelle on trouve des circulations régulières. La ligne de Haguenau à Rœschwoog et frontière est actuellement inexploitée tandis que le pont sur le Rhin de la ligne de Colmar à Fribourg a été détruit en 1945.
Ligne internationale, elle est empruntée par des TGV inOui et des ICE, ainsi que des trains de nuit Nightjet (NJ), mais également par des trains régionaux des réseaux TER Grand Est et Ortenau-S-Bahn.
Elle est par ailleurs empruntée par des trains de fret, notamment pour la desserte du port autonome de Strasbourg.